# Běchovice
Běchovice est un quartier pragois situé dans l'est de la capitale tchèque, appartenant à l'arrondissement de Prague 21, d'une superficie de 683 hectares est un quartier de Prague. En 2008, la population était de 4 038 habitants,.
La ville est devenue une partie de Prague en 1974.